# Котюрова (деревня)
Котюрова — деревня в Камышловском районе Свердловской области России, входит в состав Обуховского сельского поселения.

## Географическое положение
Деревня Котюрова расположена в 20 километрах (по автодороге в 26 километрах) к югу от города Камышлова, преимущественно на левом берегу реки Реутинки (правого притока реки Пышмы). В окрестностях деревни расположена система прудов.

## Население
| 2002 | 2010 | 2021 |
| ---- | ---- | ---- |
| 89   | ↘50  | ↘35  |